# 처치스 (밴드)
처치스(Chvrches, CHVRCHΞS)는 2011년 스코틀랜드 글래스고에서 결성된 신스팝 밴드이다. 구성원은 로렌 메이버리, 이언 쿡, 마틴 도허티이다. BBC 사운드 오브 2013에 노미네이트되었다.

## 음반 목록
- The Bones of What You Believe (2013)
- Every Open Eye (2015)
- Love Is Dead (2018)
- Screen Violence (2021)